# Zainab Fawaz
Zainab Fawaz ou Zaynab Fawwaz, née vers 1850 à Tibnine (aujourd'hui au Liban) et morte au Caire le 16 janvier 1914, est une féministe, une des premières féministes arabophones connues. C’est une romancière, une dramaturge, une poète et une historienne des femmes célèbres, née au sein de l’Empire ottoman (qui englobait à l’époque la Turquie, une bonne partie du Proche-Orient et l’Égypte), qui a vécu et publié dans ce qui correspond désormais à l’Égypte et la Syrie.
Son roman حسن العواقب/Ḥusn al-Awaqib (La fin heureuse, 1899) est considéré comme le premier roman en arabe écrit par une femme. Sa pièce de théâtre الهوى والوفاء/Al-Haawa wa al-Wafa (Passion et fidélité, 1893), est la première pièce écrite en arabe par une femme. Elle a également écrit sur l’histoire des femmes et dressé des centaines de biographies de personnalités féminines.
Elle est un phénomène atypique parmi les femmes écrivains pionnières du féminisme au Proche-Orient, par ses origines modestes. Son thème de prédilection était le droit des femmes arabes. Son œuvre atteint son apogée au cours du dernier quart du XIXe siècle et au début du XXe siècle en Égypte.

## Biographie
On sait peu de choses sur les débuts de sa vie et sa date de naissance exacte est incertaine. Selon le récit de Joseph Zeidan, Zainab Fawāz représente un phénomène rare parmi les femmes écrivains pionnières. Elle n'est pas issue d'une famille citadine d'élite, mais née vers 1850 dans une famille chiite pauvre et illettrée du village de Tabnīn, dans le Sud de ce qui est désormais le Liban. La plupart des sources s'accordent à dire que, lorsqu'elle était jeune, Fawwaāz était servante auprès d’une famille noble. Ce travail s'avère très bénéfique pour elle. Il lui aurait permis de fréquenter l'épouse du prince pour qui elle travaillait, qui commence à lui donner des cours.
Zaynab épouse un homme connu pour être un fauconnier, mais ils se séparent pour cause d'incompatibilité. Elle déménage alors à Damas avec son père et épouse un écrivain damascène du nom d'Adib Nazmi. Mais ils divorcent également. Après avoir poursuivi sa vie en Syrie, elle rencontre un officier de l'armée égyptienne et l'épouse. Ils s’installent en Égypte dans les années 1870. En Égypte, elle vit à Alexandrie et approfondit ses connaissances. L'environnement dans lequel elle vit contribue à révéler ses talents littéraires. Aidée par le poète et propriétaire du magazine Al-Nil, Hasan Husni Pasha Al-Tuwayran (en), elle commence à écrire des articles sur des questions sociales concernant les femmes, sous le pseudonyme de Durrat al-Sharq (Perle de l'Orient),. Elle écrit de nombreux articles publiés dans les principaux journaux d'Égypte tels que Al-Moayyed, Al-Nil, Al-Ahali, Al-Liwaa, Al-Ustaz, Al-Fata et d'autres. Ses chroniques ont été réunies dans un livre publié par Labiba Hashim en 1905.
Elle publie aussi des œuvres de fiction. Son roman حسن العواقب/Ḥusn al-Awaqib (La fin heureuse, publié en 1899), est considéré comme le premier roman en arabe écrit par une femme. Sa pièce de théâtre الهوى والوفاء/Al-Haawa wa al-Wafa (Passion et fidélité, publié en 1893), est la première pièce écrite en arabe par une femme.
À cette époque, elle écrit également un dictionnaire biographique, regroupant des centaines de biographies de personnalités féminines, publié entre 1893 et 1896, intitulé الدر المنثور في طبقات ربات الخدور/al-Durr al-manthur fi tabaqat rabbat al-khudur (Les perles éparses des femmes cloîtrées). Elle est souvent considérée dans le monde arabe comme « la première voix féminine à appeler au réveil des femmes et à défendre leurs droits, leur humanité et leur égalité avec les hommes »,.
Zaynab Fawwaz meurt en 1914 au Caire, en Égypte.